# Sziklai Szeréna
Sziklai Szeréna (Budapest, 1879. január 2. – Budapest, Erzsébetváros, 1949. március 26.) énekesnő (alt). Testvére Sziklai Kornél színész, színigazgató.

## Életpályája
Stein Dávid és Gottesmann Cecilia lányaként született zsidó családban. 1899 áprilisában kezdte pályafutását Makó Lajosnál. Gyakorta váltogatta a vidéki társulatokat és állomáshelyeit, általában népszínművekben tűnt fel, operettprimadonnaként ismerték, operákban elsősorban mezzoszoprán szerepeket énekelt. 1902. február 15-én mint a Pesti Magyar Színház vendégszereplője a Lotty ezredesei című operettben lépett színpadra. Miután Föld Aurél hírlapíróval házasságot kötött, visszavonult.

## Fontosabb szerepei
- Glavári Hanna (Lehár Ferenc: A víg özvegy);
- Lola (Mascagni: Parasztbecsület).

## Jegyzetek

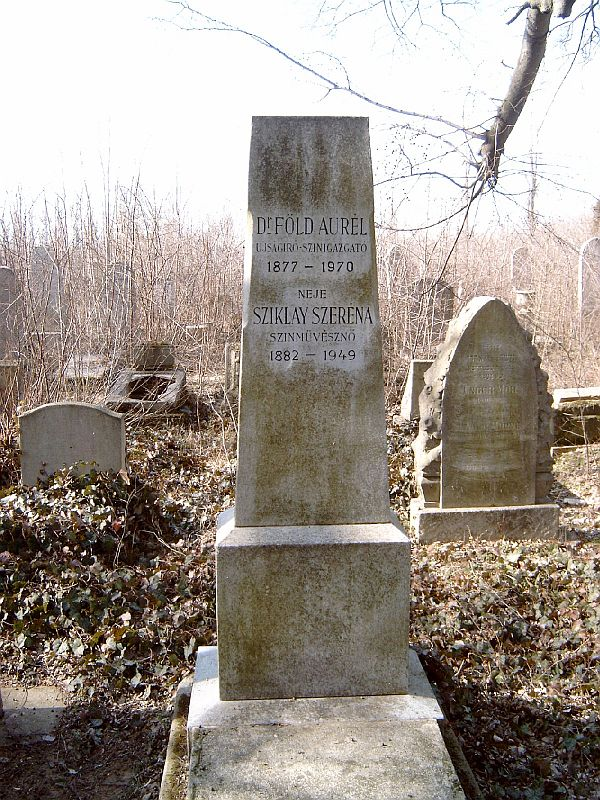
Föld Aurél és Sziklai Szeréna sírja Budapesten. Kozma utcai izraelita temető: 11-31-22.